# Стара баня
Стара баня (на гръцки: Άγιος Δημήτριος, Агиос Димитриос, до 1950 Παλιότρος, Палиотрос) е село в Република Гърция, Егейска Македония, дем Висалтия. Селото има 394 жители според преброяването от 2001 година.

## География
Стара баня е разположено югоизточно от град Сяр (Серес) в Сярското поле.

## История
Александър Синве ("Les Grecs de l’Empire Ottoman. Etude Statistique et Ethnographique"), който се основава на гръцки данни, в 1878 година пише, че в Палеотрос (Palaiotros) живеят 120 гърци.
В 1891 година Георги Стрезов пише за селото:
| „ | Стара баня (Палиотрос), село на СЗ от Кучос, 8 часа от Сяр; тук има чифлик К. Чекесар. Почва твърде добра. Гръцка църква, 30 къщи гърци, 50 турци. | “ |

Селото попада в Гърция след Междусъюзническата война.
Църквата „Свети Димитър“ е построена в 1972 година.

## Личности
Родени в Стара баня
- Атанасиос Масларинос, гръцки политик, кмет на дем Висалтия (2019 - 2023)
- Василис Масларинос, гръцки треньор по баскетбол